# Michal Šlesingr
Michal Šlesingr (ur. 3 lutego 1983 w Uściu nad Orlicą) – czeski biathlonista, trzykrotny medalista mistrzostw świata i Europy, wielokrotny medalista mistrzostw świata juniorów.

## Kariera
Pierwsze sukcesy w karierze osiągnął w 2002 roku, kiedy na mistrzostwach świata juniorów w Ridnaun zdobył złoty medal w biegu pościgowym, srebrny w sztafecie i brązowy w sprincie. Na rozgrywanych rok później mistrzostwach świata juniorów w Kościelisku był drugi w sprincie i biegu pościgowym oraz trzeci w sztafecie. Ponadto podczas mistrzostw świata juniorów w Haute Maurienne w 2004 roku zdobył srebrny medal w sztafecie.
W Pucharze Świata zadebiutował 26 stycznia 2002 roku w Anterselvie, kiedy zajął 13. miejsce w sztafecie. Pierwsze punkty zdobył 19 marca 2003 roku w Chanty-Mansyjsku, zajmując 27. miejsce w biegu indywidualnym. Na podium zawodów tego cyklu pierwszy raz stanął 3 lutego 2007 roku w Anterselvie, kończąc rywalizację w sprincie na drugiej pozycji. W kolejnych startach jeszcze 11 razy stanął na podium, odnosząc jedno zwycięstwo: 16 marca 2008 roku w Oslo wygrał bieg masowy. Był też 7 razy trzeci i 3 razy drugi. Najlepsze wyniki osiągnął w sezonie 2014/2015, kiedy zajął ósme miejsce w klasyfikacji generalnej.
Na mistrzostwach świata w Anterselvie w 2007 roku zdobył dwa medale. Najpierw zajął drugie miejsce w sprincie, rozdzielając Ole Einara Bjørndalena z Norwegii i Ukraińca Andrija Deryzemlę. W biegu indywidualnym zdobył brązowy medal, plasując się za Francuzem Raphaëlem Poirée i Niemcem Michaelem Greisem. W biegu pościgowym zajął czwarte miejsce, przegrywając walkę o podium z Francuzem Vincentem Defrasne'em. Na rozgrywanych osiem lat później mistrzostwach świata w Kontiolahti wspólnie z Veroniką Vítkovą, Gabrielą Soukalovą i Ondřejem Moravecem wywalczył złoty medal w sztafecie mieszanej. Był to pierwszy w historii złoty medal dla Czech w tej konkurencji. Na tej samej imprezie był też czwarty w biegu pościgowym, w którym w walce o brązowy medal lepszy o 1,7 sekundy był Norweg Tarjei Bø. Był też między innymi czwarty w sztafecie mieszanej podczas mistrzostw świata w Chanty-Mansyjsku w 2005 roku i sztafecie mężczyzn podczas mistrzostw świata w Östersund w 2019 roku.
W 2006 roku wystartował na igrzyskach olimpijskich w Turynie, gdzie zajął 45. miejsce w biegu indywidualnym, 55. w sprincie, 32. w biegu pościgowym i 6. w sztafecie. Na rozgrywanych cztery lata później igrzyskach w Vancouver zajął między innymi 16. miejsce w biegu masowym i siódme w sztafecie. Podczas igrzysk olimpijskich w Soczi w 2014 roku indywidualnie plasował się poza trzydziestką, a w sztafecie nie startował. Brał też udział w igrzyskach olimpijskich w Pjongczangu cztery lata później, plasując się na 45. pozycji w biegu indywidualnym, 69. w sprincie i siódmej w sztafecie.
Reprezentuje klub SKP Jablonex, mieszka i trenuje w Letohradzie pod okiem trenera Vlastimila Vávry.
Jest żonaty, ma dwójkę dzieci (córka Victoria ur. 2013 i syn Benedikt ur. 2019).

## Osiągnięcia

### Igrzyska olimpijskie
| Rok  | Miejscowość | Konkurencje | Konkurencje | Konkurencje | Konkurencje | Konkurencje | Konkurencje | Konkurencje |
| Rok  | Miejscowość | IN          | SP          | PU          | MS          | RL          | MR          | SR          |
| ---- | ----------- | ----------- | ----------- | ----------- | ----------- | ----------- | ----------- | ----------- |
| 2006 | Turyn       | 45.         | 55.         | 32.         | –           | 6.          | nd.         | nd.         |
| 2010 | Vancouver   | 17.         | 18.         | 29.         | 16.         | 7.          | nd.         | nd.         |
| 2014 | Soczi       | 56.         | 31.         | DNS         | –           | –           | –           | nd.         |
| 2018 | Pjongczang  | 45.         | 69.         | –           | –           | 7.          | –           | nd.         |

### Mistrzostwa świata
| Rok  | Miejscowość     | Konkurencje | Konkurencje | Konkurencje | Konkurencje | Konkurencje | Konkurencje | Konkurencje |
| Rok  | Miejscowość     | IN          | SP          | PU          | MS          | RL          | MR          | SR          |
| ---- | --------------- | ----------- | ----------- | ----------- | ----------- | ----------- | ----------- | ----------- |
| 2003 | Chanty-Mansyjsk | 27.         | 50.         | 39.         | –           | 6.          | nd.         | nd.         |
| 2004 | Oberhof         | 22.         | 41.         | 44.         | –           | 8.          | nd.         | nd.         |
| 2005 | Hochfilzen      | 9.          | 59.         | 18.         | 21.         | 11.         | nd.         | nd.         |
| 2005 | Chanty-Mansyjsk | nd.         | nd.         | nd.         | nd.         | nd.         | 4.          | nd.         |
| 2006 | Pokljuka        | nd.         | nd.         | nd.         | nd.         | nd.         | –           | nd.         |
| 2007 | Anterselva      | 3.          | 2.          | 4.          | 20.         | 5.          | –           | nd.         |
| 2008 | Östersund       | 10.         | 6.          | 5.          | 26.         | 7.          | –           | nd.         |
| 2009 | Pjongczang      | 38.         | 32.         | 19.         | –           | 10.         | –           | nd.         |
| 2010 | Chanty-Mansyjsk | nd.         | nd.         | nd.         | nd.         | nd.         | 7.          | nd.         |
| 2011 | Chanty-Mansyjsk | 12.         | 12.         | 8.          | 26.         | 10.         | –           | nd.         |
| 2012 | Ruhpolding      | 6.          | 25.         | 29.         | 12.         | 9.          | 8.          | nd.         |
| 2013 | Nové Město      | 30.         | 52.         | DNS         | –           | 6.          | –           | nd.         |
| 2015 | Kontiolahti     | 14.         | 7.          | 4.          | 5.          | 6.          | 1.          | nd.         |
| 2016 | Oslo            | 20.         | 15.         | 12.         | 17.         | 5.          | 6.          | nd.         |
| 2017 | Hochfilzen      | 18.         | 42.         | 30.         | 13.         | 10.         | –           | nd.         |
| 2019 | Östersund       | 35.         | –           | –           | –           | 4.          | –           | –           |
| 2020 | Anterselva      | 89.         | –           | –           | –           | 13.         | –           | –           |

### Puchar Świata

#### Miejsca w klasyfikacji generalnej
| Sezon     | Miejsce |
| --------- | ------- |
| 2001/2002 | -       |
| 2002/2003 | 78.     |
| 2003/2004 | 70.     |
| 2004/2005 | 37.     |
| 2005/2006 | 29.     |
| 2006/2007 | 16.     |
| 2007/2008 | 19.     |
| 2008/2009 | 20.     |
| 2009/2010 | 29.     |
| 2010/2011 | 9.      |
| 2011/2012 | 10.     |
| 2012/2013 | 21.     |
| 2013/2014 | 47.     |
| 2014/2015 | 8.      |
| 2015/2016 | 18.     |
| 2016/2017 | 22.     |
| 2017/2018 | 47.     |
| 2018/2019 | 71.     |
| 2019/2020 | 84.     |

#### Miejsca na podium w zawodach chronologicznie
| Lp. | Dzień        | Rok  | Miejscowość     | Konkurencja                | Lokata | Pudła   | Czas biegu | Strata  | Zwycięzca            |
| --- | ------------ | ---- | --------------- | -------------------------- | ------ | ------- | ---------- | ------- | -------------------- |
| 1.  | 3 lutego     | 2007 | Anterselva      | Sprint na 10 km            | 2.     | 0+0     | 26:23,6    | +4,8    | Ole Einar Bjørndalen |
| 2.  | 6 lutego     | 2007 | Anterselva      | Bieg indywidualny na 20 km | 3.     | 0+2+0+0 | 56:52,0    | +37,4   | Raphaël Poirée       |
| 3.  | 9 marca      | 2008 | Chanty-Mansyjsk | Bieg masowy na 15 km       | 3.     | 0+0+1+1 | 41:35,96   | +15,1   | Tomasz Sikora        |
| 4.  | 16 marca     | 2008 | Holmenkollen    | Bieg masowy na 15 km       | 1.     | 0+0+1+0 | 39:11,97   | –       | –                    |
| 5.  | 7 stycznia   | 2010 | Oberhof         | Sprint na 10 km            | 3.     | 0+0     | 26:10,4    | +20,7   | Tarjei Bø            |
| 6.  | 10 lutego    | 2011 | Fort Kent       | Sprint na 10 km            | 2.     | 0+0     | 24:58,6    | +7,2    | Emil Hegle Svendsen  |
| 7.  | 30 listopada | 2011 | Östersund       | Bieg indywidualny na 20 km | 2.     | 0+1+0+0 | 55:24,1    | +1:54,3 | Martin Fourcade      |
| 8.  | 16 marca     | 2013 | Chanty-Mansyjsk | Bieg pościgowy na 12,5 km  | 3.     | 0+0+1+2 | 35:28,3    | +40,4   | Christoph Sumann     |
| 9.  | 3 grudnia    | 2014 | Östersund       | Bieg indywidualny na 20 km | 3.     | 0+0+1+0 | 55:33,9    | +2:08,3 | Emil Hegle Svendsen  |
| 10. | 18 stycznia  | 2015 | Ruhpolding      | Bieg masowy na 15 km       | 3.     | 0+0+0+0 | 35:42,8    | +0,0    | Simon Schempp        |
| 11. | 9 stycznia   | 2016 | Ruhpolding      | Bieg pościgowy na 12,5 km  | 3.     | 0+0+0+0 | 33:24,2    | +5,1    | Simon Eder           |
| 12. | 5 stycznia   | 2017 | Oberhof         | Sprint na 10 km            | 2.     | 0+1     | 27:37,6    | +10,8   | Julian Eberhard      |